# Akatoreite
La akatoreite è un minerale.